# Таранов-Белозёров, Александр Степанович
Александр Степанович Таранов-Белозёров (1759 — 31 марта 1819, Феодосия) — таврический губернский предводитель дворянства, основатель странноприимного дома в Симферополе.

## Биография
Родился в семье бедного дворянина. Д. Н. Бантыш-Каменский в «Словаре достопамятных людей русской земли» указал, что Таранов получил образование в Харьковской гимназии; между тем, в то время существовало лишь училище при Харьковском Коллегиуме (Харьковское казённое училище). В 1769 году он был записан солдатом в Луганский драгунский полк. Окончил Харьковскую гимназию, после чего служил в Луганском драгунском пикинёрском полку. В 1772 году произведён в зауряд-поручики. В 1779 году по болезни вышел в отставку с чином поручика и перешёл на гражданскую службу.
В 1784 году избран секретарём дворянства учрежденного Екатеринославского наместничества, вместе с губернским предводителем был делегирован для принесения благодарности Екатерине II. С октября 1784 года — прокурор Екатеринославского губернского магистрата в чине коллежского асессора, с 13 декабря 1784 г. — прокурор в Таврической головной управе. В 1786 году был послан Г. Потёмкиным в Москву для закупки вещей, необходимых в связи с приездом Екатерины II в Крым; во время приезда ему было поручено наблюдать за порядком в местах, где императрица собиралась останавливаться.
С 1788 года — прокурор Таврической области; с 1791 года — обер-провиантмейстер в чине премьер-майора; с 1792 года — советник соляных дел Таврической губернской палаты в чине подполковника. В 1795 году по болезни оставил службу и выехал на лечение за границу. Вернувшись в Россию, в 1800 году был назначен членом комиссии для разбора возникших в Крыму земельных споров, одновременно два срока по 3 года — таврический совестный судья. В 1810 году награждён орденом св. Анны 2-й степени. С 1812 по 1818 год избирался таврическим губернским предводителем дворянства. С 1817 года до конца жизни — член комиссии для раскрытия в Крыму различных злоупотреблений.
По воспоминаниям современников, А. Таранов-Белозёров имел большую библиотеку, выписывал газеты на русском, французском и немецком языках. Владел большими угодьями — купленными либо подаренными по приказу Г. Потёмкина; имел виноградники на Каче и в Судаке и собственное винное производство, изучал чужой опыт, выписывал вина и лозы из-за границы; занимался тонкорунным овцеводством:

Им достигнуто было значительное улучшение простой породы крымских овец путём скрещивания туземной породы с выписанными им в 1804 году производителями испанской породы.
 Из полученной шерсти его крестьяне ткали хорошую байку, и он носил одежду только собственного производства; планировал открыть ткацкую фабрику.
Умер в поездке по делам комиссии. Похоронен в Английском саду недалеко от принадлежавшей ему деревни Базарджик, в 18 вёрстах от Симферополя. В 1826 году перезахоронен в саду странноприимного дома.

### Семья
Жена (с 14 июня 1793) — Мария Фёдоровна Фабр. Своих детей не имел.

## Наследство
По завещанию, составленному А. Тарановым-Белозёровым в 1814 году, его брат Григорий наследовал оставшееся от отца имение на Слобожанщине; все его крепостные в Таврической и Екатеринославской губерниях получали вольную; иное имущество, оценивавшееся почти в 500 тыс. рублей, полагалось обратить на строительство в Симферополе странноприимного дома.
Завещание было исполнено: странноприимный дом был заложен в 1822 году, здание выстроено к 1826 год. На пожертвования жителей при нём была открыта церковь Рождества Богородицы. Попечителями и сотрудниками приюта в разное время были известные врачи Ф. Мильгаузен (основавший здесь библиотеку), А. Арендт, А. Покровский, адмирал Ф. Быченский, химик Ф. де Серр, ботаник Х. Стевен. Во время войн здесь располагались госпитали: в Крымскую (оперировал Н. Пирогов), гражданскую (красноармейский), Великую Отечественную (передвижные полевые). С 1918 году в здании странноприимного дома была открыта клиника внутренних болезней медицинского факультета университета; с 1922 года в нём располагался противотуберкулёзный диспансер, затем — 2-я Советская больница; ныне — Симферопольский медицинский колледж имени Д. И. Ульянова.

## Награды
- Орден Святой Анны 2-й степени (1810)

## Память
- В 1839 г. одна из улиц Симферополя была названа Тарановской (с 1889 г. — Садовая, ныне — им. Жуковского).
- На здании медицинского колледжа (бывшего странноприимного дома) установлена мемориальная доска.